# Saint-Genest-d'Ambière
Saint-Genest-d'Ambière és un municipi francès situat al departament de la Viena i a la regió de la Nova Aquitània. L'any 2007 tenia 1.210 habitants.

## Demografia

### Població
El 2007 la població de fet de Saint-Genest-d'Ambière era de 1.210 persones. Hi havia 491 famílies de les quals 126 eren unipersonals (71 homes vivint sols i 55 dones vivint soles), 161 parelles sense fills, 165 parelles amb fills i 39 famílies monoparentals amb fills.
La població ha evolucionat segons el següent gràfic:
Habitants censats

### Habitatges
El 2007 hi havia 592 habitatges, 495 eren l'habitatge principal de la família, 35 eren segones residències i 62 estaven desocupats. 563 eren cases i 16 eren apartaments. Dels 495 habitatges principals, 401 estaven ocupats pels seus propietaris, 82 estaven llogats i ocupats pels llogaters i 12 estaven cedits a títol gratuït; 4 tenien una cambra, 38 en tenien dues, 68 en tenien tres, 132 en tenien quatre i 254 en tenien cinc o més. 407 habitatges disposaven pel capbaix d'una plaça de pàrquing. A 181 habitatges hi havia un automòbil i a 270 n'hi havia dos o més.

### Piràmide de població
La piràmide de població per edats i sexe el 2009 era:
| Homes | Edats   | Dones |
| ----- | ------- | ----- |
| 0     | 95 o +  | 0     |
| 4     | 90 a 94 | 8     |
| 12    | 85 a 89 | 20    |
| 16    | 80 a 84 | 24    |
| 20    | 75 a 79 | 20    |
| 20    | 70 a 74 | 32    |
| 20    | 65 a 69 | 24    |
| 28    | 60 a 64 | 32    |
| 28    | 55 a 59 | 24    |
| 24    | 50 a 54 | 28    |
| 68    | 45 a 49 | 44    |
| 28    | 40 a 44 | 52    |
| 40    | 35 a 39 | 44    |
| 64    | 30 a 34 | 44    |
| 32    | 25 a 29 | 40    |
| 28    | 20 a 24 | 24    |
| 28    | 15 a 19 | 44    |
| 40    | 10 a 14 | 36    |
| 48    | 5 a 9   | 16    |
| 24    | 0 a 4   | 36    |

## Economia
El 2007 la població en edat de treballar era de 785 persones, 591 eren actives i 194 eren inactives. De les 591 persones actives 532 estaven ocupades (302 homes i 230 dones) i 59 estaven aturades (25 homes i 34 dones). De les 194 persones inactives 79 estaven jubilades, 49 estaven estudiant i 66 estaven classificades com a «altres inactius».

### Ingressos
El 2009 a Saint-Genest-d'Ambière hi havia 494 unitats fiscals que integraven 1.204 persones, la mediana anual d'ingressos fiscals per persona era de 17.045 €.

### Activitats econòmiques
Dels 55 establiments que hi havia el 2007, 1 era d'una empresa extractiva, 2 d'empreses alimentàries, 2 d'empreses de fabricació d'altres productes industrials, 16 d'empreses de construcció, 22 d'empreses de comerç i reparació d'automòbils, 1 d'una empresa de transport, 2 d'empreses d'hostatgeria i restauració, 1 d'una empresa immobiliària, 4 d'empreses de serveis i 4 d'empreses classificades com a «altres activitats de serveis».
Dels 23 establiments de servei als particulars que hi havia el 2009, 1 era una oficina de correu, 1 funerària, 4 tallers de reparació d'automòbils i de material agrícola, 3 paletes, 2 guixaires pintors, 2 fusteries, 4 lampisteries, 2 electricistes, 1 empresa de construcció, 2 perruqueries i 1 restaurant.
Dels 6 establiments comercials que hi havia el 2009, 1 era un supermercat, 2 botiges de menys de 120 m², 1 una fleca, 1 una carnisseria i 1 una botiga d'equipament de la llar.
L'any 2000 a Saint-Genest-d'Ambière hi havia 43 explotacions agrícoles que ocupaven un total de 1.105 hectàrees.

## Equipaments sanitaris i escolars
El 2009 hi havia una escola elemental.

## Poblacions més properes
El següent diagrama mostra les poblacions més properes.